# انزو منجوتی
انزو منجوتی (به ایتالیایی: Enzo Menegotti) بازیکن فوتبال و اهل ایتالیا است که از سال ۱۹۵۵ میلادی عضو تیم ملی فوتبال ایتالیا بوده و در ۲ بازی ملی حضور داشته‌است. او در بازی‌های ملی‌اش گلی به ثمر نرساند.
انزو منجوتی آخرین بازی ملی خود را در سال ۱۹۵۵ میلادی انجام داد.